# Ladorudz (powiat koniński)
Ladorudz – wieś w Polsce położona w województwie wielkopolskim, w powiecie konińskim, w gminie Krzymów.
W latach 1975–1998 miejscowość należała administracyjnie do województwa konińskiego.
Wieś leży na lewym brzegu Warty, 2 km na wschód od granic Konina.